# Zhengding
Zhengding, även romaniserat Chengting, är ett härad som lyder under Shijiazhuang i Hebei-provinsen i norra Kina.
Centralorten har en välbevarad stadsmur och en rad äldre tempel är belägna i häradet.
Zhengding är också känt då Kinas president Xi Jinping var partisekreterare i orten i början på 80-talet.
- Wikimedia Commons har media som rör Zhengding.